# 임창우
임창우(任倉佑, 1992년 2월 13일~ )는 대한민국의 축구 선수이다. 현재 제주 유나이티드에서 뛰고 있다.

## 클럽 경력
2010년 울산 현대에 입단하였으나 2012년 10월 17일 전북과의 홈경기에서야 데뷔하는 등 많은 출전 기회를 잡지 못하였다. 이후 2014년 대전 시티즌으로 임대 이적하였으며, 조진호 감독은 임창우를 기존의 포지션이였던 센터백이 아닌 오른쪽 풀백으로 기용하였다.
임창우는 적극적인 오버래핑과 공격가담을 통해 대전 수비진에 활기를 불어넣었으며, 부천 FC 1995와의 K리그 챌린지 6라운드에서 골을 성공시키는 등 28경기 출전하여 2골을 기록하였고 팀의 승격에 공헌하였다.
시즌 종료 후 울산으로 임대 복귀하였다. 임대 복귀 후 첫 시즌인 2015 시즌 리그 27경기에 출전하여 1골을 기록하였고, 11월 16일 팀 동료 김승규와 함께 4주간의 기초군사훈련을 위해 훈련소에 입소함에 따라 시즌을 조기 마감하였다.
하지만 임창우는 정동호, 김태환 등과의 주전경쟁에서 다소 어려움을 겪었으며, 2016년 1월 알와흐다로 이적하였다. 2020년 코로나19로 인해 한국에 일찍 귀국하였다.
2021시즌을 앞두고 K리그1 강원 FC에 입단하였다.
2023 시즌 중 이지솔과의 트레이드로 통해 고향팀인 제주 유나이티드로 이적하였다.

## 국가대표 경력
2014년 8월 14일 발표된 2014 아시안 게임에 출전하는 U-23 대표팀 최종 엔트리에 이름을 올렸다. 북한과의 결승전에서 종료 직전 결승골을 터뜨리면서 2014 아시안게임 축구 금메달을 획득했다.
2015년 6월 1일 UAE전 친선경기 및 월드컵 예선 미얀마전 명단에 포함되었던 임채민이 왼쪽 발등 피로골절로 낙마하자 그를 대신하여 발탁되었다. 7월 20일 발표된 2015 동아시안컵 최종 명단에 포함되었다.

## 수상

### 클럽

#### 대전 시티즌
- K리그 챌린지
  - 우승 1회 : 2014

#### 알 와흐다
- UAE 리그컵
  - 우승 1회 : 2015~2016

### 국가대표
- EAFF 동아시안컵
  - 우승 1회 : 2015
- 아시안 게임 축구
  - 우승 1회 : 2014

### 개인

#### 대전 시티즌
- K리그 챌린지 베스트 11 (1) : 2014

## 가족관계
- 배우자 : 최수경 (2024년 12월 15일 결혼예정)